# For Her Sins
For Her Sins är en brittisk thrillerserie vars första säsong hade premiär den 5 juni 2023. Denna består av fyra avsnitt och är skapad av Jo Rogers.

## Handling
Serien kretsar kring advokaten och tvåbarnsmamman Laura som verkar ha allt. När hon träffar Emily på lekplatsen blir de snabbt nära vänner – men allt är inte som det verkar.

## Rollista (i urval)
- Rachel Shenton - Emily Furness
- Jo Joyner - Laura Conroy
- Duncan Pow - Rob Conroy
- Romi Hyland-Rylands - Eliza Conroy